# ニジュニ・クラナ
ニジュニ・クラナ（ロシア語: Нижний Куранах、サハ語: Аллараа Кураанах）は、ロシア連邦のサハ共和国南部、アルダン地区の北東部に位置する町である。
ニジュニ・クラナ川のほとりにある。アルダンまで26km。鉱業が中心で、住民は鉱山やそれに付随する産業、および鉱石加工工場で働いている。
2010年の時点において、主に集中暖房が使われ、その燃料は85～90%が石炭、残りはネリュングリから運ばれた木材である。七つの学校、五つの幼稚園、病院などがある。

## 人口
| 人口 | 人口 | 人口 | 人口 | 人口 | 人口 | 人口 | 人口 | 人口 | 人口 |
| 1959 | 1970 | 1979 | 1989 | 2002 | 2010 | 2011 | 2012 | 2013 | 2014 |
| ---- | ---- | ---- | ---- | ---- | ---- | ---- | ---- | ---- | ---- |
| 4915 | 6402 | 6274 | 8190 | 7027 | 5901 | 5893 | 5870 | 5823 | 5700 |

## 交通
連邦高速道路M56（A360 "レナ"）が通っているほか、およそ5kmのところにアムール・ヤクーツク鉄道のクラナ駅がある。